# غریبسهیلا
غریبسهیلا  یک منطقهٔ مسکونی در اردن است که در استان مادبا واقع شده‌است.